# Airmax and the Cottonball Monsters
Airmax and the Cottonball Monsters er en animationsfilm instrueret af Ulla Christina Hansen efter eget manuskript.

## Handling
Den 10 årige forbryderiske lille Baby har succes med sit kemi-eksperiment, som forvandler små uskyldige vatkugler til kæmpe monstre. Hun bruger sin stakkels barnepige Nanni som forsøgskanin. Da vatkuglerne tromler alt og alle i kvarteret flade, må bumsen Max forvandle sig til superhelten Airmax, og redde byen fra total udslettelse.